# Pantin
Pantin (AFI: /pãˈtɛ̃/, ) è un comune francese di 54 562 abitanti situato nel dipartimento della Senna-Saint-Denis nella regione dell'Île-de-France.

## Toponimo
Il nome viene dal galloromano Penthinum, il quale compare per la prima volta nel Secolo XI in un atto di concessione del dominio pantinese al Priorato di Saint-Martin-des-Champs. La località ha assunto nel tempo diversi nomi con varianti ortografiche:  Pentinus (nel 1082), Pantinum (1119), Pentin (fra gli anni 1151-1157), Pantin (1256), Panthino (1352), Panthin (1499), Penthin (1520) e Pentin nel 1598. La città prese il nome definitivo (forse sbagliato) di Pantin nel 1622 in un registro parrocchiale.

## Società

### Evoluzione demografica
Abitanti censiti

## Infrastrutture e trasporti
È servita da una stazione della RER, linea E, e dalle stazioni della metro linea 5 Hoche, Église de Pantin, Raymond Queneau e della linea 7 Quatre Chemins e Fort d'Aubervilliers.

## Amministrazione

### Gemellaggi
- Distretto amministrativo Centrale di Mosca, dal 1966
- Scandicci, dal 1969